# Dubbelevenredige zetelverdeling

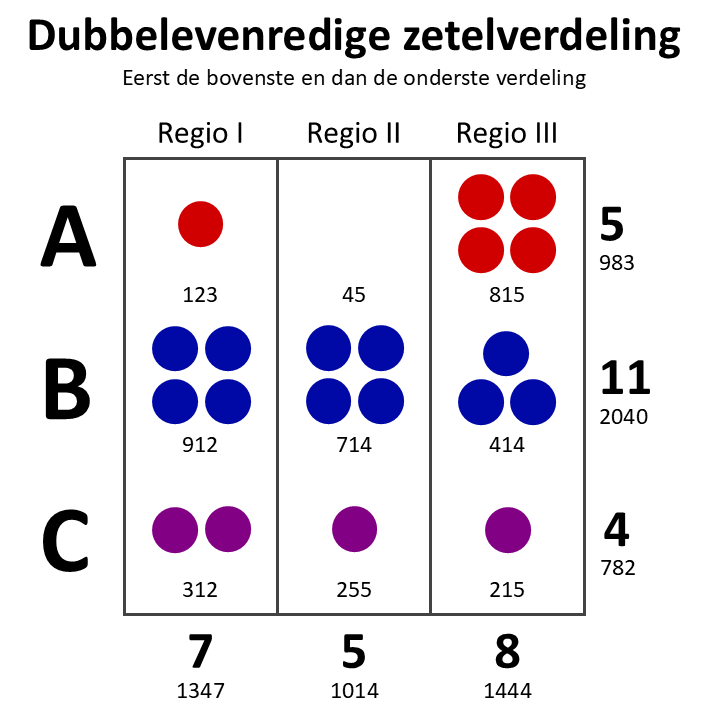
Een dubbelevenredige zetelverdeling zorgt er voor dat de algehele verkiezingsuitslag altijd leidend blijft bij het verdelen van zetels over kiesdistricten.

Dubbelevenredige of dubbelproportionele zetelverdeling, of kortweg dubbelevenredig of dubbelproportioneel, is een toewijzingsmethode die zetels tegelijkertijd evenredig verdeelt over politieke partijen als over kiesdistricten. De rekenmethode is bedacht door de Duitse wiskundige Friedrich Pukelsheim en wordt met name toegepast in Zwitserse kantons.
De methode van Pukelsheim gaat uit van het principe van dubbelevenredigheid. Dit houdt in dat zowel partijpolitieke evenredigheid als regionale evenredigheid gegarandeerd wordt. Dit wordt bereikt door (op basis van het aantal stemmen) eerst het aantal zetels per partij vast te stellen, gevolgd door de grootte van de kiesdistricten. Vervolgens worden de zetels per partij verdeeld over de kiesdistricten. Als laatste worden er correcties toegepast om optimale evenredigheid op beide niveaus te bereiken.
Een dubbelevenredige zetelverdeling voorkomt het ontstaan van overhangmandaten omdat de algehele verkiezingsuitslag altijd leidend blijft. Daarnaast is het niet nodig om vereffeningszetels te reserveren aangezien alle zetels als directe districtszetels beschouwd kunnen worden.
|                                 | Stap 1                                     | Stap 2                                                  | Stap 3                                       | Stap 4                                                                          |
| ------------------------------- | ------------------------------------------ | ------------------------------------------------------- | -------------------------------------------- | ------------------------------------------------------------------------------- |
| Dubbelevenredige zetelverdeling | Algehele zetelverdeling per partij bepalen | Zetelgrootte van de kiesdistricten bepalen              | Partijzetels verdelen over de kiesdistricten | Correcties toepassen om evenredigheid op partij- en districtsniveau te bereiken |
| Vereffeningszetels              | Zetelgrootte van de kiesdistricten bepalen | Directe districtszetels toekennen binnen kiesdistricten | Algehele zetelverdeling per partij bepalen   | Vereffeningszetels toewijzen aan partijen en evt. kiesdistricten                |

## Procesbeschrijving
Het principe van dubbelevenredigheid wordt bereikt door de volgende stappen te nemen:

### Bovenste verdeling
- Algehele zetelverdeling per partij bepalen: De verkiezingsuitslag wordt bepaald door het totale aantal stemmen over alle kiesdistricten heen op te tellen. Dit bepaalt hoeveel zetels elke partij te verdelen heeft over de verschillende kiesdistricten.
- Zetelgrootte van de kiesdistricten bepalen:  Op basis van het aantal stemmen wordt de grootte van de kiesdistricten vastgesteld. Dit bepaalt hoeveel zetels er in totaal te verdelen zijn in elke regio. Deze stap kan ook voor de verkiezingen plaatsvinden op basis van het aantal inwoners.

### Onderste verdeling
- Voorlopige zetelverdeling binnen de kiesdistricten bepalen: De zetels worden vervolgens verdeeld over de kiesdistricten op basis van de algehele uitslag. De zetels worden verdeeld over de kiesdistricten zodat partijen hun zetels verkrijgen in de kiesdistricten waar ze het populairst zijn.
- Correcties toepassen om directe districtszetels toe te kennen: Als laatste worden correcties toegepast om ervoor te zorgen dat elke kiesdistrict en elke partij precies genoeg zetels toebedeeld krijgen. Vervolgens kunnen alle zetels worden beschouwd als directe districtszetels.

## Bovenste verdeling
Bij de bovenste verdeling wordt het zeteltotaal voor elk kiesdistrict en elke partij berekend. Wanneer deze bovenste zetelverdeling is afgerond, is de uiteindelijke grootte van de kiesdistricten en de sterkte van partijen binnen het parlement definitief. De onderste verdeling bepaalt alleen in welke specifieke kiesdistricten de partijzetels worden toegewezen.  
Stel dat er drie kiesdistricten zijn: I, II en III, en drie partijen: A, B en C. Binnen deze kiesdistricten worden er 20 zetels verdeeld. In dit voorbeeld wordt de grootste-gemiddeldenmethode met standaardafronding toegepast oftewel de Sainte-Laguë-methode. De verdeling van stemmen is als volgt: 
| Partij | Kiesdistrict | Kiesdistrict | Kiesdistrict | Totaal |
| Partij | I            | II           | III          | Totaal |
| ------ | ------------ | ------------ | ------------ | ------ |
| A      | 123          | 45           | 815          | 983    |
| B      | 912          | 714          | 414          | 2040   |
| C      | 312          | 255          | 215          | 782    |
| Totaal | 1347         | 1014         | 1444         | 3805   |

### Algehele zetelverdeling per partij bepalen
Wanneer de verkiezingsuitslagen binnen zijn, worden alle stemmen van alle kiesdistricten opgeteld. Omdat er 3805 kiezers zijn en er 20 zetels zijn, is de kiesdeler 190¼ stemmen per zetel. De uitkomst voor de zetelverdeling van de partijen wordt hieronder weergegeven.
| Partij | Stemmen | Stemmen/kiesdeler  | Afgerond |
| ------ | ------- | ------------------ | -------- |
| A      | 983     | 5.2                | 5        |
| B      | 2040    | 10.7               | 11       |
| C      | 782     | 4.1                | 4        |
| Totaal | 3805    | Kiesdeler = 190,25 | 20       |

### Zetelgrootte van de kiesdistricten bepalen
Vervolgens wordt het aantal zetels per kiesdistrict bepaald op basis van het aantal uitgebrachte stemmen. De uitkomst voor de zetelverdeling van de kiesdistricten wordt hieronder weergegeven.
| Kiesdistrict | Stemmen | Stemmen/kiesdeler  | Afgerond |
| ------------ | ------- | ------------------ | -------- |
| I            | 1347    | 7.1                | 7        |
| II           | 1014    | 5.3                | 5        |
| III          | 1444    | 7.6                | 8        |
| Totaal       | 3805    | Kiesdeler = 190,25 | 20       |

## Onderste verdeling
De onderste verdeling moet alle zetels verdelen op een manier die zowel de zetelverdeling van de partij als de zetelverdeling van de kiesdistricten respecteert. Het resultaat wordt verkregen door een herhalend proces. Eerst wordt voor elke kiesdistrict een districtsdeler berekend voor de stemmen die aan elke regionale partijlijst in die kiesdistrict zijn toegekend.
Het doel van dit iteratieve proces is in feite om de districtsdelers en partijdelers zo aan te passen dat
- Het aantal zetels op elke regionale partijlijst gelijk is aan het aantal stemmen gedeeld door zowel de regionale als de partijdeler, dat vervolgens wordt afgerond met behulp van de afrondingsmethode van de Sainte-Laguë-methode die is gebruikt, en
- De som van de zetels van alle regionale partijlijsten van één partij is gelijk aan het aantal zetels dat in de bovenste verdeling voor die partij is berekend, en
- De som van de zetels op alle regionale partijlijsten van één kiesdistrict is gelijk aan het aantal zetels dat in de bovenste verdeling voor die kiesdistrict is berekend.

### Voorlopige zetelverdeling binnen de kiesdistricten bepalen
In eerste instantie moeten districtsdelers worden gevonden om de zetels van elke kiesdistrict over de regionale partijlijsten te verdelen. In de tabellen zijn er voor elke regionale partijlijst twee cellen: het aantal stemmen weergegeven inclusief het aantal toegewezen zetels. Voor elke partij wordt met een partijdeler begonnen van 1.
| Partij         | Kiesdistrict | Kiesdistrict | Kiesdistrict | Kiesdistrict | Kiesdistrict | Kiesdistrict | Totaal | Partijdeler |
| Partij         | I            | I            | II           | II           | III          | III          | Totaal | Partijdeler |
| -------------- | ------------ | ------------ | ------------ | ------------ | ------------ | ------------ | ------ | ----------- |
| A              | 0,65         | 1            | 0,24         | 0            | 4,28         | 4            | 5      | 1           |
| B              | 4,79         | 5            | 3,75         | 4            | 2,18         | 2            | 11     | 1           |
| C              | 1,64         | 2            | 1,34         | 1            | 1,13         | 1            | 4      | 1           |
| Totaal         | 8            | 8            | 5            | 5            | 7            | 7            | 20     |             |
| Districtsdeler | 190,25       | 190,25       | 190,25       | 190,25       | 190,25       | 190,25       |        |             |

### Correcties toepassen om directe districtszetels toe te kennen
Deze laatste stap kan worden gezien als het aanpassen van de stemkracht van de kiezers van elke partij met de minimaal noodzakelijke hoeveelheid, zodat de resultaten zowel evenredig worden per partij als per kiesdistrict. Met behulp van de Sainte-Laguë-methode wordt gegarandeerd dat dit iteratieve proces eindigt met de juiste zetelaantallen voor elke regionale partijlijst. 
De volgende twee correctiestappen worden uitgevoerd totdat deze doelstelling is bereikt:
- De partijdelers zodanig aanpassen dat de zetelverdeling binnen elke partij correct is met de gekozen methode.
- De districtsdelers zodanig aanpassen dat de zetelverdeling binnen de kiesdistricten correct is met de gekozen methode.

| Partij         | Kiesdistrict | Kiesdistrict | Kiesdistrict | Kiesdistrict | Kiesdistrict | Kiesdistrict | Totaal | Partijdeler |
| Partij         | I            | I            | II           | II           | III          | III          | Totaal | Partijdeler |
| -------------- | ------------ | ------------ | ------------ | ------------ | ------------ | ------------ | ------ | ----------- |
| A              | 0,54         | 1            | 0,20         | 0            | 4,46         | 4            | 5      | 1,1         |
| B              | 4,47         | 4            | 3,61         | 4            | 2,52         | 3            | 11     | 0,99        |
| C              | 1,51         | 2            | 1,28         | 1            | 1,30         | 1            | 4      | 1           |
| Totaal         | 7            | 7            | 5            | 5            | 8            | 8            | 20     |             |
| Districtsdeler | 206          | 206          | 200          | 200          | 166          | 166          |        |             |

Nu komen de zetelaantallen van de drie partijen en de drie kiesdistricten overeen met de aantallen die in de bovenste verdeling zijn berekend. Daarmee is het iteratieve proces voltooid en is de verdeling van de districtszetels bekend.
| Zetels | Kiesdistrict | Kiesdistrict | Kiesdistrict | Totaal |
| Partij | I            | II           | III          | Totaal |
| ------ | ------------ | ------------ | ------------ | ------ |
| A      | 1            | 0            | 4            | 5      |
| B      | 4            | 4            | 3            | 11     |
| C      | 2            | 1            | 1            | 4      |
| Totaal | 7            | 5            | 8            | 20     |

## Gebruik
De in de praktijk gebruikte methode voor een dubbelproportionele zetelverdeling werd in 2003 beschreven door de Duitse wiskundige Friedrich Pukelsheim. Deze methode wordt nu gebruikt voor kanton- en gemeenteraadsverkiezingen in bepaalde Zwitserse kantons, zoals Zürich (sinds 2006), Aargau en Schaffhausen (sinds 2008), Nidwalden, Zug (sinds 2013), Schwyz (sinds 2015), Wallis (sinds 2017), Graubünden (sinds 2021) en Basel-Landschaft (sinds 2025).

## Voor- en nadelen
Het belangrijkste voordeel van deze methode is dat ze zowel een eerlijke verdeling van zetels tussen de regio’s als tussen de partijen mogelijk maakt. De methode zorgt ervoor dat de verhouding tussen het aantal ontvangen stemmen en het aantal toegewezen zetels per partij zo gelijk mogelijk is. Dit minimaliseert de verschillen tussen grote en kleine partijen en garandeert een zeer nauwkeurige en evenwichtige zetelverdeling.
Een nadeel is echter dat binnen een kiesdistrict de voorkeuren voor specifieke partijen minder nauwkeurig worden gereflecteerd in de zetelverdeling. Een bekende bijwerking is het optreden van zogenaamde 'tegengestelde zetelverdelingen'. Dit verwijst naar een toewijzing van zetels waarbij een partij in een kiesdistrict minder zetels krijgt dan een andere partij in hetzelfde kiesdistrict, ook al heeft ze daar meer stemmen behaald.  Het systeem is vooral gericht op het evenredigheid op het hoogste niveau, waardoor er soms compromissen worden vereist binnen de kiesdistricten.

## Rekenapplicaties
- Calculation of Allocations by Apportionment Methods in the Internet / Berechnung von Anzahlen mit Zuteilungsmethoden im Internet , Java-Programma BAZI voor de berekening van de dubbelevenredige zetelverdelingen via math.uni-augsburg.de
- Biproportional Apportionment, Shiny App example using the R package proporz